# Gerd Van Loock
Gerd Van Loock (28 februari 1961) is een Vlaams stripauteur. Hij tekent samen met zijn collega Philippe Delzenne de stripreeks Jommeke in het team van Studio Jef Nys, waar hij in 1986 aan de slag ging.
Sinds het overlijden van Jef Nys heeft hij met zijn collega Philippe Delzenne de taak om de stripreeks Jommeke verder te zetten, onder de strikte regels van geen geweld, geen wapens, geen seks, geen drugs en dergelijke meer. Sinds album 251 worden Van Loock en Delzenne ook met hun naam  op de Jommekesalbums vermeld.
- International Standard Name Identifier: 0000 0003 6895 8613
- Nederlandse Thesaurus van Auteursnamen: 142817384
- Virtual International Authority File: 290401260
- WorldCat: E39PBJx8CT8wBV9dHFk33HWRrq